# Ira Goetz
Ira Goetz (ur.  21 grudnia 1928 w Bieczu) – profesor slawistyki Uniwersytetu Columbia, prezes Towarzystwa Żydów Biecza w Nowym Jorku (The Beitcher Society of New York), emerytowany profesor, strażnik pamięci Żydów Biecza.

## Życiorys
Matka Izaaka, Golda z d. Goldberg pochodziła z Gorlic, ojciec Jakub Szyja z Grybowa. Ojciec prowadził sklep ze szkłem i materiałami gospodarstwa domowego. Prowadził również hurtownię piwa oraz węgla. Miał troje rodzeństwa. W wieku 3 lat rozpoczął naukę w religijnej szkole – chederze, później zaczął uczęszczać do publicznej Szkoły Męskiej w Bieczu (dzisiaj Zespół Szkół nr 2), w której naukę przerwał wybuch II wojny światowej.  
Pierwsze lata wojny spędził w Bieczu. W czasie likwidacji getta – 17 sierpnia 1942 roku, uciekł przed Niemcami, znajdując tymczasowe schronienie w zagrodzie Polaków, rodziny Kosibów, przy ul. ks. Bohniewicza. Stamtąd – za namową wujka Arona, którego przypadkowo spotkał na stacji w Stróżach (uciekał do Krakowa) – przedostał się do obozu pracy dla Żydów w Prokocimiu (Julag II), gdzie pracował dla niemieckich firm rozbudowujących węzeł kolejowy w Krakowie. 14 listopada 1943 roku, po likwidacji obozu w Prokocimiu, przez krótki czas przebywał w obozie koncentracyjnym w Płaszowie, przy ul. Jerozolimskiej. Stamtąd transportem kolejowym został odesłany do Skarżyska-Kamiennej, gdzie utworzono obóz dla Żydów Judenzwangsarbeitslager Hasag, który mieścił się na terenie przedwojennej fabryki amunicji. W obozie pracował w Werku C, który budził największą grozę wśród więźniów. Tutaj produkowano niezwykle trującą pikrynę służącą do produkcji materiałów wybuchowych, która była przyczyną dużej śmiertelności wśród więźniów. Na początku sierpnia 1944 roku obóz zlikwidowano, a pozostałych przy życiu więźniów wywieziono do obozu koncentracyjnego w Buchenwaldzie. Wśród szczęśliwców, którzy przeżyli znalazł się także Izaak Götz, który po krótkim pobycie w obozie podstawowym został wywieziony do obozu filialnego w Schlieben. Ze względu na postępy wojsk amerykańskich więźniów przetransportowano do Theresienstadt, gdzie Izaak Götz z grupą więźniów z Biecza został wyzwolony przez Armię Czerwoną 8 maja 1945 roku.
Po uzyskaniu wolności, przez Pragę, Szczecin powrócił z wujkiem Aronem Götzem do Biecza. Przebywali tam ok. 6–7 tygodni. Ze względu na nieprzychylne nastawienie miejscowej ludności do Żydów, z niewielką grupą ocalałych wyjechał przez Bardejów, Pragę, Hof do Bambergu w Bawarii. Po 1,5 rocznym pobycie w obozie dla dipsów, w kwietniu 1948 roku wyjechał do Stanów Zjednoczonych. Przez dwa lata służył w armii amerykańskiej. Następnie zaczął studiować slawistykę na Uniwersytecie Columbia. Następnie uczył w szkołach średnich w Illinois i na Uniwersytecie Columbia. Założył szkołę językową dla cudzoziemców, wykorzystywał nowatorską metodę nauczania – w charakterze lektorów zatrudniał bezrobotnych aktorów.
Po przejściu na emeryturę w 1996 roku zaczął udzielać się w Towarzystwie Żydów Biecza w Nowym Jorku. Jako prezes Towarzystwa zainicjował wmurowanie w budynek dawnej synagogi tablicy pamiątkowej, przypominającej o tragedii ludności żydowskiej miasteczka. Miał znaczący wpływ na powstanie książki Żydzi Biecza. Historia i Zagłada autorstwa Krzysztofa Przybyłowicza. 
Jest bohaterem polskiego filmu dokumentalnego Ira Goetz.
Rudolf Kosiba - syn gospodarzy ukrywających pięcioro Żydów, pomagający Hannie Kurz z dzieckiem i Izaakowi Göetzowi w ucieczce z Biecza otrzymał w 2018 roku medal Sprawiedliwy wśród Narodów Świata